# Gabriel Hwasser
Gabriel Hwasser, född 21 december 1788 i Stockholm, död 2 november 1864 i Leksands socken, var en svensk präst.

## Biografi
Hwasser inskrevs 1801 vid Uppsala universitet där han 1812 blev filosofie magister. Därefter fortsatte han med teologiska studier, varunder han undervisade sina yngre bröder, blev 1816 teologie kandidat under Sven Lundblad med en avhandling om Clemens av Alexandria, och 1818 teologie licentiat samt prästvigd för en tjänst som faderns hjälppräst i Romfartuna. Ett par år senare blev han kyrkoherde i Stora Skedvi socken samt 1823 prost där. Hwasser blev teologie doktor 1830, 1836 ledamot av Nordstjärneorden samt 1841 domprost i Västerås.
Hwasser var fullmäktig vid riksdagarna 1828, 1834 och 1840.
År 1821 gifte han sig med Ebba Pamela Nordewall, som var dotter till Eric Nordewall.

## Släkt
Gabriel Hwassers släkt kan spåras till Skåne under tiden då landskapet blev svenskt och äldste stamfadern Börje Hwass räknades som svensk. Hwassers far Lars Adolph Hwasser var kontraktsprost i Romfartuna socken. Modern Margareta Djurman var borgardotter från Stockholm. Gabriel Hwassers äldre bror Israel Hwasser var medicinsk filosof och läkare, en yngre bror var far till Daniel Hwasser och halvbrodern Adolph Leonard Hwasser var stads- och bataljonsläkare.